# Liste des plantes potagères recommandées dans le capitulaire De Villis
Le capitulaire De Villis (De villis vel curtis imperialibus) daté de l'an 812 recommandait la culture d'un certain nombre de plantes potagères dans les jardins du domaine royal.
« Nous voulons qu'on ait dans les jardins toutes espèces d'herbes, à savoir : 
- abrotanum : aurone (Artemisia abrotanum L., Astéracées)
- adripias : arroche (Atriplex hortensis L., Chénopodiacées)
- alia : ail (Allium sativum L., Alliacées)
- altaea : guimauve (Althæa officinalis L., Malvacées)
- ameum : ammi élevé (Ammi majus L., Apiacées)
- anesum : anis vert (Pimpinella anisum L. Apiacées)
- anetum : aneth (Anethum graveolens L., Apiacées)
- apium : céleri (Apium graveolens L., Apiacées)
- ascalonica : échalote (Allium ascalonicum L., Alliacées)
- beta : bette (Beta vulgaris subsp. maritima L., Chénopodiacées)
- blida : brède (Amaranthus blitum, Amaranthacées)
- britla : ciboulette (Allium schoenoprasum, Alliacées)
- cardones : cardons (Cynara cardunculus L., Astéracées)
- careium : carvi (Carum carvi L., Apiacées)
- carvita : carotte (Daucus carota, Apiacées)
- caulos : choux (Brassica oleracea L., Brassicacées)
- cepa : ciboule (Allium fistulosum, Alliacées)
- cerfolium : cerfeuil (Anthriscus cerefolium L ., Apiacées)
- cicerum italicum : pois chiche (Cicer arietinum, Fabacées)
- ciminum : cumin (Cuminum cyminum L., Apiacées)
- coloquentida : coloquinte (Citrullus colocynthis Schrad., Cucurbitacées)
- coriandrum : coriandre (coriandrum sativum, Apiacées)
- costum : grande balsamite (Balsamita major, Astéracées)
- cucumeres : concombres (Cucumis sativus L., Cucurbitacées)
- cucurbita : gourde (Lagenaria siceraria, Cucurbitacées)
- diptamnum : dictame de Crète (Origanum dictamnus, Lamiacées)
- dragantea : estragon (Artemisia dracunculus, Astéracées)
- eruca alba : roquette (Eruca sativa Mill., Brassicacées)
- fabas majores : fèves (Vicia faba L., Fabacées)
- fasiolum : mongette (Vigna unguiculata L., Fabacées)
- febrefugia : plante fébrifuge ? Selon Michel Botineau, il s'agirait de la camomille, peut-être la camomille allemande, sa deuxième hypothèse étant la camomille romaine[1].
- fenicolum : fenouil commun (Foeniculum vulgare Mill., Apiacées)
- fenigrecum : fenugrec (Trigonella fœnum-græcum, Fabacées)
- git : nigelle (Nigella sativa, Renonculacées)
- gladiolum : glaïeul (Gladiolus ou iris (Iris florentina), Iridacées)
- intubas : chicorées (Cichorium intybus L. Astéracées)
- lacterida : épurge (Euphorbia lathyris), Euphorbiacées)
- lactuca : laitue (Lactuca sativa, Astéracées)
- levisticum : livèche (Levisticum officinale L., Apiacées)
- lilium : lis (Lilium candidum, Liliacées)
- linum : lin cultivé (Linum usitatissimum, Linacées)
- malva : mauve (Malva spp L. Malvacées)
- menta : menthe (mentha spp. Lamiacées)
- mentastrum : Menthe des champs (Mentha arvensis L., Lamiacées)
- nasturtium : cresson (Nasturtium officinale L., Brassicacées)
- nepeta : cataire (Nepeta cataria L., Lamiacées)
- olusatrum : maceron (Smyrnium olusatrum, L., Apiacées)
- papaver : pavot (Papaver spp, Papavéracées)
- parduna : bardane (Arctium lappa, Astéracées)
- pastenaca : panais (Pastinaca sativa L., Apiacées)
- pepones : melons (Cucumis melo L., Cucurbitacées)
- petreselinum : persil (Petroselinum sativum, Apiacées)
- pisos mauriscos : pois (Pisum spp, Fabacées) exemple : Petit pois (Pisum sativum)
- porros : poireaux (Allium porrum L., Alliacées)
- puledium : pouliot (Mentha pulegium L., Lamiacées)
- radices : radis (Raphanus sativus ou raifort Armoracia rusticana, Brassicacées)
- ravacaulos : choux raves (Brassica oleracea, Brassicacées)
- rosas : roses (Rosa spp, Rosacées)
- ros marinus : romarin (Rosmarinus officinalis L. lamiacées)
- ruta : rue (Ruta graveolens L., Rutacées)
- salvia : sauge (Salvia officinalis L., Lamiacées)
- satureia : sarriette (Satureja hortensis L., Lamiacées)
- savina : sabine (Juniperus sabina, Cupressacées)
- sclareia : sauge sclarée (Salvia sclarea L., Lamiacées)
- silum : chervis (Sium sisarum, Apiacées)
- sinape : moutarde (Sinapis alba L., Brassicacées)
- sisimbrium : sisymbre (Sisymbrium officinale spp, Brassicacées)
- solsequia : souci (Calendula officinalis L., Astéracées)
- squilla : scille maritime (Scilla maritima,  Hyacinthacées)
- tanazita : tanaisie (Tanacetum vulgare L., Astéracées)
- uniones : oignons (Allium cepa L. Alliacées)
- vulgigina : cabaret (Asarum europaeum, Aristolochiacées)
- warentia : garance (Rubia tinctorum, Rubiacées)

« et sur le toit de la maison :
- Jovis barba : joubarbe des toits (Sempervivum tectorum L., Crassulacées). »